# Comune di Sinferopoli
Il comune di Sinferopoli (in russo Симферопольский горсовет?; in ucraino Сімферопольська міськрада?; in tataro: Aqmescit şeer şurası) è un circondario urbano della Crimea con 358.108 abitanti al 2013. Il capoluogo è l'omonima città.

## Geografia antropica
Il distretto è suddiviso in una città, quattro insediamenti urbani e 1 villaggio.

### Città
- Sinferopoli

### Insediamenti di tipo urbano
- Hresivskyi
- Aeroflotskyi
- Komsomolske
- Ahrarne